# Келлярі
Ке́ллярі, або Ке́лларі, (ест. Kelläri järv, Kellari järv) — природне озеро в Естонії, у волості Вастселійна повіту Вирумаа.

## Розташування
Келлярі належить до Чудського суббасейну Східноестонського басейну.
Озеро лежить на південь від села Кюндья поблизу природного парку Гаанья (Haanja looduspark).

## Опис
Загальна площа озера становить 2,9 га. Довжина — 250 м, ширина — 180 м. Довжина берегової лінії — 713 м.
З північного краю озера витікає струмок Вана-Саалузе (Vana-Saaluse oja).